# Рассвет (Староминский район)
Рассвет — посёлок в Староминском районе Краснодарского края.
Административный центр Рассветовского сельского поселения.

## География

### Улицы
| - пер. Гаражный, - пер. Солнечный, - ул. Майстренко, - пер. Первомайский, - ул. 40 лет Победы, - ул. Дачная, - ул. Западная, - ул. Зелёная, - ул. Кузнечная, | - ул. Мира, - ул. Молодёжная, - ул. Октябрьская, - ул. Первомайская, - ул. Шахтёров, - ул. Юбилейная, - ул. Садовая. |

## Население
| 2002 | 2010  |
| ---- | ----- |
| 1244 | ↗1377 |